# Дифференциальный термический анализ
Дифференциальный термический анализ (ДТА) — метод исследования, заключающийся в нагревании или охлаждении образца с определённой скоростью и записи временной зависимости разницы температур между исследуемым образцом и образцом сравнения (эталоном), не претерпевающим никаких изменений в рассматриваемом температурном интервале.
Метод используется для регистрации фазовых превращений в образце и исследования их параметров. 
ДТА является наиболее распространенным методом  термического анализа из-за широкого спектра получаемой информации
В качестве эталонного образца используется инертное вещество с близкими к исследуемому веществу значениями теплоемкости и теплопроводности, которое в исследуемом диапазоне температур не испытывает никаких структурных и фазовых изменений. Таким образом возникающая при одновременном нагреве или охлаждении исследуемого и эталонного образцов разность температур между ними обусловливается эндо- или экзотермическими превращениями или реакциями в исследуемом образце.
Дифференциально-термический анализ позволяет установить:
- наличие или отсутствие фазовых превращений;
- температуру начала и конца любого процесса, сопровождающегося изменением баланса энергии в системе;
- характер течения процесса во времени;
- смещение того или иного эффекта под действием внешних причин (давление, изменение состава окружающей среды)

Метод используется для исследования лекарств, продуктов питания и биологических препаратов, органических и неорганических веществ. Возможно измерение следующих величин: температура стеклования, температура кристаллизации, температура плавления и температура сублимации.